# Troncal 13 (Venezuela)
La Troncal 13 es una carretera nacional o de primer orden en Venezuela, que comunica a la Región Central con la Región Nor-Oriental de Venezuela en sentido este-oeste. Parte desde Tinaco en el estado Cojedes, atraviesa el estado Guárico y culmina en el crucero de Aragua en el estado Estado Anzoátegui. Entre las localidades que comunica se encuentran Tinaco (Cojedes), San Francisco de Tiznados (Guárico), Dos Caminos (Guárico), El Sombrero (Guárico), Chaguaramas (Guárico), Valle de La Pascua (Guárico), Tucupido (Guárico), Zaraza (Guárico) y Aragua de Barcelona (Anzoátegui).

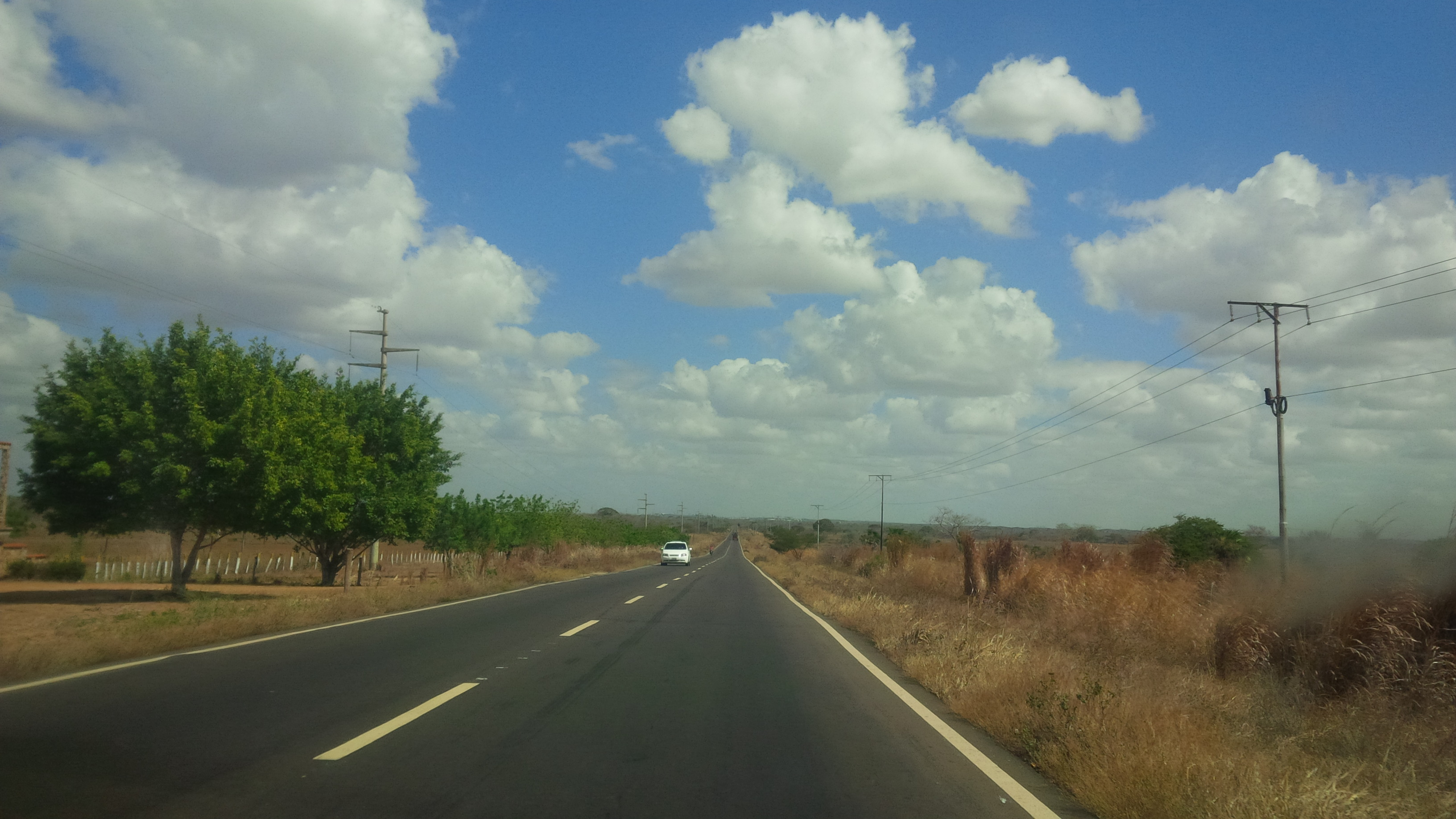
Llegando a Valle de la Pascua